# Kenso
Kenso in een Japanse band die een kruising speelt tussen progressieve rock en jazzrock. De meeste stukken die gespeeld worden zijn instrumentaal, maar soms treedt ook een zanger op.
De band, opgericht in 1974 levert onregelmatig muziekalbums af; sommige daarvan worden in Europa uitgegeven via Musea Records; andere blijven steken in de Japanse markt. De titels van de tracks zijn veelal in het Japans, maar af en toe is er ook sprake van een Engelstalige titel. De laatste jaren nemen ze ook traditionele muziek in hun composities op.

## Discografie
- 1980: Kenso I
- 1983: Kenso II
- 1985: Kenso III
- 1986: Kenso in Concert
- 1989: Sparta
- 1991: Yume no Oka
- 1993: Live 1992
- 1994: Early Live deel 1
- 1995: Early Live deel 2
- 1996: Zaiya
- 1998: In the West
- 1999: Esoptron
- 2004: Fabulis Mirabilibus de Bombycosi Scriptis
- 2005: Chilling heat
- 2006: Utsuroi Yoku Mono